# Estênelo (filho de Capaneu)
Estênelo, na mitologia grega, foi um filho de Capaneu, e tornou-se um dos três reis de Argos (Grécia), sucedendo a seu tio Ífis, filho de Aletor, filho de Anaxágoras.
Estênelo foi sucedido por seu filho Cilárabes, que unificou o reino; este, porém, morreu sem descendentes, e Argos passou para o controle de Orestes.